# Spýros Papaloukás
Spýros Papaloukás (grec moderne : Σπύρος Παπαλουκάς ; Desfína, Phocide, 1892 - Athènes, 3 juin 1957), est un peintre grec de renom, précurseur de la génération des années 1930.

## Biographie
Spýros Papaloukás naît dans le village de Desfína, en Phocide, en 1892. À l'âge de 6 ans, lui et ses 4 frères deviennent orphelins de père. Enfant, il entre en contact avec l'art de l'iconographie par l'intermédiaire d'un autre iconographe, originaire du même village, Nikólaos Papakonstantínou. Par la suite, ce dernier devient son gendre en épousant la sœur de Papaloukás, María,
En 1906, il se rend au Pirée afin d'exercer son art au sein d'un atelier d'iconographie et de peinture. En 1909, il est admis au sein de l'École des beaux-arts d'Athènes, où il étudie jusqu'en 1916 auprès des professeurs Geórgios Roïlós, Geórgios Iakovídis, Stéfanos Lántsas, Dimítrios Geraniótis et Pávlos Mathiópoulos Au cours de ses études, il peint des icônes pour le templon de l'église Saint-Dimitri de Desfína. De 1917 à 1921, il poursuit ses études à Paris au sein de l'Académie Julian, ainsi que dans d'autres écoles d'art.
En 1921, il rentre en Grèce et suit l'armée grecque en Asie Mineure en qualité d'illustrateur officiel de la campagne aux côtés de Periklís Vyzántios et de Pávlos Rodokanákis. Ses œuvres datant de cette période sont exposées au Zappéion, cependant presque l'intégralité est perdue lors de la dévastation de Smyrne en 1922., Leur nombre est estimé à environ 500, dont seuls quelques croquis subsistent. De retour d'Asie Mineure, il s'installe sur l'île d'Égine, où il réalise une série d'œuvres de style post-impressionniste.
En 1923, il se rend au Mont Athos où, en compagnie de son ami Stratís Doúkas, il y séjourne pendant une année entière (novembre 1923 - novembre 1924), peignant le paysage, étudiant la peinture byzantine et réalisant des copies de nombreuses œuvres d'art ecclésiastique. Une partie de ces œuvres est exposée en 1924 à Thessalonique, dans une salle décorée du café de la Tour blanche, faisant sensation. En 1925, il habite pendant une période de six mois sur l'île de Lesbos et réalise une série de peintures de paysages de villages, ainsi que quelques portraits. Ses œuvres de Lesbos se distinguent par leurs couleurs terreuses et leurs tons intenses. Au cours de l'été 1926, il séjourne sur l'île de Salamine, où il peint à nouveau des paysages, tout en évitant la simplicité de la représentation.
En 1927, il remporte le concours panhellénique pour l'illustration de l'église cathédrale de l'Annonciation d'Ámfissa, à l'unanimité du jury composé d'Anastássios Orlándos, Dimítris Pikiónis, Aristotélis Záchos, ainsi que Konstantínos Parthénis. En 1932, le peintre achève le décor de l'église, livrant à la ville d'Ámfissa une œuvre artistique d'une valeur unique. À partir de 1927, il conçoit également des décors et des costumes pour le compte du Théâtre national et réalise des peintures murales sur les façades de maisons privées et d'édifices publics, comme entre autres, l'immeuble bleu d'Exárcheia, dont il est responsable de la mise en couleur.
Au cours des années 1930 et 1940, il expose ses œuvres en compagnie d'autres peintres membres du groupe « Téchni » et contribue à la publication de la revue d'art To Tríto Máti.
En 1940, il est nommé conseiller du dème des Athéniens pour les questions d'urbanisme et de zonage, ainsi que directeur de la galerie municipale de la ville. De 1943 à 1951, il donne des cours de dessin au sein de l'école d'architecture de l'Université polytechnique nationale d'Athènes et, en 1956, il est élu professeur au deuxième atelier de peinture de l'École des beaux-arts d'Athènes.,
Il meurt en 1957, dans la ville d'Athènes, à l'âge de 65 ans, étant reconnu comme l'un des principaux peintres grecs modernes. À la suite de sa mort, la Pinacothèque nationale d'Athènes lui rend hommage en organisant une exposition de ses œuvres en 1976. De même, le Centre culturel du dème des Athéniens lui rend hommage en 1982. En novembre 2006, sa fille et unique héritière, Assimína (Mína) Papalouká, fait don de la quasi-totalité de ses œuvres à la Fondation Theocharákis, dont le fondateur est l'élève de Papaloukás.

## Son œuvre
Spýros Papaloukás se consacre principalement à la peinture de paysages, bien que tout au long de sa carrière artistique il réalise également des portraits, des nus, des intérieurs et des natures mortes, ainsi que des iconographies. Il est très familier des tendances artistiques et des artistes de son époque (Cézanne, etc.), mais aussi de l'art antique et byzantin, éléments qui l'influencent.
Sa visite et son séjour au Mont Athos ont une grande influence sur son œuvre, si bien que le peintre continue à travailler sur des paysages athonites pendant de nombreuses années. Outre les iconographies et les peintures de paysages, Papaloukás réalise également des portraits, dont le plus caractéristique est celui de L'enfant aux bretelles (grec moderne : Το παιδί με τις τιράντες) (1925).
L'influence de Papaloukás sur ses contemporains, ainsi que sur les peintres grecs ultérieurs, est d'une importance considérable, car son œuvre démontre que l'art moderne et l'hellénisme ne constituent pas des concepts incompatibles.